# Ghada Shouaa
Ghada Shouaa (Arabisch:غادة شعاع; Mhardeh, 10 september 1973) is een voormalige Syrische atlete, die zich had toegelegd op de zevenkamp. In deze discipline werd ze olympisch kampioene, wereldkampioene en Aziatisch kampioene.

## Loopbaan
In eerste instantie deed Shouaa aan basketbal en speelde enige jaren in het nationale team. Daarna maakte ze de overstap naar de atletiek. Haar eerste zevenkamp deed ze in 1991. Hierna werd zij nog in datzelfde jaar doorgestuurd naar de wereldkampioenschappen in Tokio, waar ze op een laatste plaats eindigde. Het seizoen sloot ze af met een zilveren medaille op de Aziatische kampioenschappen in Kuala Lumpur.
In 1992 maakte ze haar olympisch debuut op de Olympische Spelen van Barcelona. Door een blessure behaalde zij slechts een achttiende plaats.
Haar grootste prestatie leverde Ghada Shouaa in 1996 door een gouden medaille te winnen op de Olympische Spelen van Atlanta. Met 6780 punten versloeg ze met ruime voorsprong de Wit-Russische Natalya Sazanovich (zilver; 6563) en de Britse Denise Lewis (brons; 6489).
Shouaae woont in het Duitse  Simmern/Hunsrück, Rijnland-Palts.

## Titels
- Olympisch kampioene zevenkamp - 1996
- Wereldkampioene zevenkamp - 1995
- Aziatisch kampioene zevenkamp - 1993
- Pan-Arabisch kampioene 800 m - 1993
- Pan-Arabisch kampioene 100 m horden - 1993
- Pan-Arabisch kampioene hoogspringen - 1991, 1993, 1995
- Pan-Arabisch kampioene verspringen - 1991, 1993, 1995
- Pan-Arabisch kampioene speerwerpen - 1991, 1993, 1995

## Persoonlijke records
| Onderdeel    | Prestatie    | Datum            | Plaats  |
| ------------ | ------------ | ---------------- | ------- |
| 200 m        | 23,78 s (NR) | 26 mei 1996      | Götzis  |
| 800 m        | 2.11,34      | 1993             |         |
| 100 m horden | 13,72 s (NR) | 27 juli 1996     | Atlanta |
| hoogspringen | 1,87 m (NR)  | 26 mei 1996      | Götzis  |
| verspringen  | 6,77 m (NR)  | 26 mei 1996      | Götzis  |
| kogelstoten  | 16,25 m (NR) | 12 augustus 1999 | Irbid   |
| speerwerpen  | 54,82 m (NR) | 22 augustus 1999 | Sevilla |
| zevenkamp    | 6942 p (AR)  | 26 mei 1996      | Götzis  |

## Palmares

### zevenkamp
- 1991:  Aziatische kamp. - 5425 p
- 1992: 25e OS - 5278 p
- 1993:  Aziatische kamp. - 6259 p
- 1993:  Middellandse Zeespelen - 6168 p
- 1994:  Aziatische Spelen - 6360 p
- 1994:  Goodwill Games - 6361 p
- 1995:  WK - 6651 p
- 1996:  OS - 6780 p
- 1999:  WK - 6500 p

1984: Glynis Nunn ·
1988: Jackie Joyner-Kersee ·
1992: Jackie Joyner-Kersee ·
1996: Ghada Shouaa ·
2000: Denise Lewis ·
2004: Carolina Klüft ·
2008: Natalja Dobrynska ·
2012: Jessica Ennis ·
2016: Nafissatou Thiam ·
2020: Nafissatou Thiam ·
2024: Nafissatou Thiam
1983 Ramona Neubert ·
1987 Jackie Joyner-Kersee ·
1991 Sabine Braun ·
1993 Jackie Joyner-Kersee ·
1995 Ghada Shouaa ·
1997 Sabine Braun ·
1999 Eunice Barber ·
2001 Jelena Prochorowa ·
2003 Carolina Klüft ·
2005 Carolina Klüft ·
2007 Carolina Klüft ·
2009 Jessica Ennis ·
2011 Jessica Ennis ·
2013 Hanna Melnitsjenko ·
2015 Jessica Ennis-Hill ·
2017 Nafissatou Thiam ·
2019 Katarina Johnson-Thompson ·
2022 Nafissatou Thiam ·
2023 Katarina Johnson-Thompson
- Gemeinsame Normdatei: 105117502X
- World Athletics: 14302590
- Virtual International Authority File: 309561373